# دهستان نمه شیر
دهستان نمه شیر نام دهستانی در بخش نمشیر شهرستان بانه، استان کردستان در ایران است. براساس سرشماری مرکز آمار ایران در سال ۱۳۸۵، جمعیت آن ۶۶۴۳ نفر (۱۱۵۷ خانوار) بوده‌است.